# 西瓜皮先生
《西瓜皮先生》，又譯不一樣先生、胡瓜先生）是植田正志以四格漫畫形式創作的日本漫畫作品。於雙葉社發行單行本，並在《漫畫Action》等雜誌上連載。中文版單行本由東立出版社代理發行。1989年10月17日到1990年12月21日期間在富士電視台播出電視動畫版，播出全59回，每集分成3話。

## 故事簡介
故事主要敘述主角西瓜皮正太在其工作的公司「會心產業」所引起的各種騷動。

## 登場人物
西瓜皮正太（聲優：鹽屋翼）
漫畫的主角，29歲特徵是頂著一個西瓜皮髮型的頭，任職於會心產業營業課，住在名叫「富士見莊」的公寓，興趣是惡作劇與料理等等。單行本裡某些地方把他的名字寫為「西瓜皮庄太」。
木村隆二課長（聲優：野田圭一）
西瓜皮的上司，會心產業營業課課長。
典型的中間管理層級人員，遭受西瓜皮荼毒的最大受害者。其實是三流大學畢業，卻總是聲稱自己畢業於早稻田大學商學院。
木下藤吉社長（聲優：八奈見乘兒）
西瓜皮的上司，會心產業社長（第二代）。與木村課長同樣是被西瓜皮荼毒的受害者，有一個浪費且游手好閒的兒子。
房東先生（聲優：大竹宏）
西瓜皮所住公寓的房東，原作裡只是一個為了收租金而出現的角色，在動畫裡是一個很好心的爺爺。動畫裡有兩個孫子。
古川君（聲優：難波圭一）
西瓜皮的同事，動畫版才有的角色。
佐藤君（聲優：堀川亮）
西瓜皮的同事，動畫版才有的角色。
久惠小姐（聲優：渡邊菜生子）
西瓜皮的同事，動畫版才有的角色。
太子小姐（聲優：江森浩子）
西瓜皮的同事，動畫版才有的角色。
小夜子小姐（聲優：不明））
木下社長的秘書，動畫版才有的角色。
鬢毛君（聲優：山田恭子）
房東的孫子，妹妹頭小妹的哥哥，動畫版才有的角色。
妹妹頭小妹（聲優：森順子）
房東的孫子，鬢毛君的妹妹，動畫版才有的角色。

## 評價
2016年獲得第45回日本漫畫家協會獎的獎賞。

## 外部連結
- かりあげクン（页面存档备份，存于）東映動畫（日語）
- 西瓜皮ROOM（日語）